# Valentina Savina
Valentina Sergeevna Savina (Russisch: Валентина Сергеевна Савина) (Toela, 1943) is een voormalig baanwielrenster uit Sovjet-Unie.
Savina werd driemaal wereldkampioene sprint op de baan, in 1962, 1965 en 1967. Ze was gedurende zestien jaar actief en ontving daarom een onderscheiding in de Orde van de Rode Vlag van de Arbeid.
Na haar sportcarrière was Savina actief als bouwkundig ingenieur.